# Gökhan Arslan
Gökhan Arslan (* 5. Februar 1976 in Erzincan) ist ein türkischer Kickboxer.

## Kindheit und Jugendzeit
Gökhan Arslan wurde als zweites von vier Kindern der Familie Arslan geboren. Er verbrachte seine Kindheit in Erzincan und ging dort zur Schule. Nach erfolgreichem Abschluss der „Baris“-Grundschule besuchte er die Industrielle Berufsschule (Realschule). Danach ging er auf ein weiterführendes Technisches Gymnasium und begann eine Ausbildung als Kfz-Mechaniker. Diese Ausbildung konnte er jedoch nicht beenden, da sich am 18. März 1992 ein großes Erdbeben in Erzincan ereignete und er sich entschied, seine Heimat zu verlassen. Am 5. Mai 1992 kam er nach Deutschland und machte eine Weiterbildung zum Logistiker.

## Sportliche Karriere
Im September 2000 begann Arslan mit dem Kickboxtraining. Nach nur einem Jahr Trainierzeit belegte er bei einem World-Cup der WKA im Semikontakt den 1. Platz. Nach mehreren erfolgreichen Titelverteidigungen ist er immer noch Weltmeister im Vollkontakt der WPKC und seit Juni 2010 auch der World Kickboxing Association (WKA).
Am 7. Oktober 2006 gewann Arslan gegen Bela Szanthos mit einem K. o. in der 3. Runde für sich bei der WM Fight Fullcontact (-76kg 9x2) in Nürtingen. Zwischen 2006 und 2007 absolvierte er mehrere Prestigekämpfe. Einen harten Fight lieferte er 2007 gegen den starken Rafael Pratnicki. Nach fünf harten Runden gewann Arslan den Fight nach Punkten. 2008 kämpfte er im Champions Club in der Bamberg-Arena gegen Oliver Hahn. Dies war ein Prestigekampf und die erste Niederlage von Arslan.
2009 kämpfte er gegen Levon Akopian. Er verletzte sich unglücklich und brach sein rechtes Bein. Der Kampf wurde nach der 1. Runde abgebrochen. 
Nach einer einjährigen Pause bestieg er im Juni 2010 wieder den Ring. Er gewann gegen Frederic Meiß in der 9. Runde und holte sich den WKA WM-Titel. 2011 verteidigte er diesen Titel gegen Dominik Hasselbek. 2012 holte er beim WKA in Nürtingen den WM-Titel gegen Jozsef Siklodi und schlug ihn bereits in der 1. Runde K. o. Der Kampf war auf 12 Runden angesetzt. Er verzeichnete damit seinen 25. K.-o.-Sieg in insgesamt 41 Kämpfen. Arslan gewann 2013 den Kampf gegen Marko Luckartz in der 4. Runde durch K. o. und holte sich den ISKA-Intercontinental-Titel. 
Inzwischen gibt er sein Wissen im Kampfsportbereich weiter. Er unterrichtet in den Studios der Tiger Sportakademie Esslingen und Nürtingen. Außerdem gibt er nationale und internationale Seminare und fördert die Integration. Seit Jahren setzt er sich unterstützend für Jugendliche ein.

## Erfolge

### Semikontakt
- 2001 World-Cup-WKA in Hanau: 1. Platz -75 kg
- 2002 Nationen-Cup: 1. Platz -70 kg
- 2002 Nationen-Cup: 1. Platz -75 kg
- 2003 Nationen-Cup: 1. Platz -75 kg
- 2003 4. World Championship in Althengstett: 1. Platz -75 kg und 1. Platz -80 kg
- 2003 Interne Deutsche Meisterschaft in Rüsselsheim: 1. Platz -75 kg
- 2. European Open Championship in Köln: 1. Platz -75 kg und 1. Platz -80 kg
- 2004 Internationale Deutschemeisterschaft ISKA 1. Platz -75 kg
- 2004 German Cup in Lübeck: 1. Platz -75 kg
- 2005 Nationen-Cup: 1. Platz -75 kg
- 2005 Nationen-Cup: 2. Platz -80 kg

### Amtierender Weltmeister in folgenden Verbänden
- seit 2006: WPKC (World Professional Kickboxing Council)
- seit 2010: WKA (World Kickboxing/Karate Association)
- 2011 WKA (World Kickboxing/Karate Association) Titel Verteidigung
- 2012 WKA (World Kickboxing/Karate Association)
- 2013 ISKA (Int. Sport Karate & Kickboxing Association)